# Altınova (Yalova)
Altınova ist eine Stadt und Hauptort des gleichnamigen Landkreises (İlçe) der türkischen Provinz Yalova. Die Stadt beherbergt 26,7 Prozent der Landkreisbevölkerung und liegt knapp 24 Straßenkilometer östlich der Provinzhauptstadt Yalova. Sie gliedert sich in drei Mahalle (Stadtviertel) und wurde am 7. Juni 1987 zur Gemeinde (Belediye) erhoben.
Der Landkreis liegt am östlichen Ende der Provinz und grenzt an die Provinzen Bursa und Kocaeli. Er umfasst neben den vier Städten Altınova, Kaytazdere (6785), Subaşı (7879) sowie Tavşanlı (3712 Einwohner) noch zwölf Dörfer (Köy), von denen Tokmak mit 1081 Einwohnern das größte ist. Weitere drei Dörfer haben ebenfalls mehr Einwohner als der Durchschnitt (349 Einw.).
Der Landkreis liegt mit seiner Bevölkerungsdichte (272,4) unterhalb des Provinzwertes (345,5 Einw. je km²), der städtische Bevölkerungsanteil betrug Ende 2020 86,4 Prozent.